# 赵少华
赵少华（1952年11月—），女，满族，北京人，中华人民共和国政治人物，中国共产党党员，曾任文化部副部长。毕业于湖南大学国际商学院工业外贸专业。第十一届全国政协常务委员、社会和法制委员会副主任，第十二届全国人大代表。